# Marin Barišić
Marin Barišić (Vidonje perto de Metković, Iugoslávia, 24 de março de 1947) é arcebispo de Split-Makarska.
Marin Barišić frequentou a escola secundária em Dubrovnik e Split. Ele recebeu seu diploma no campo da teologia católica depois de concluir com sucesso seus estudos em Split e Roma na Pontifícia Universidade Lateranense. Ele continuou seus estudos em Roma na Pontifícia Universidade Gregoriana no campo da exegese bíblica, graduando-se com uma dissertação. Foi ordenado sacerdote em 14 de julho de 1974 em Vidonje. Nos anos 1978-1979 foi prefeito do seminário do arcebispo de Split. De 1979 a 1993 trabalhou como pároco na paróquia de Špinut, distrito de Split. Além do cuidado pastoral, ele também foi professor de teologia na Faculdade de Teologia de Split em 1981 e ensinou exegese bíblica do Antigo Testamento.
Em 3 de agosto de 1993, o Papa João Paulo II o nomeou bispo titular de Feradi Maius e o nomeou bispo auxiliar na Arquidiocese de Split-Makarska. O arcebispo Ante Jurić deu-lhe a consagração episcopal em 17 de outubro do mesmo ano. Em 21 de junho de 2000, João Paulo II o nomeou Arcebispo de Split-Makarska. A inauguração oficial ocorreu em 26 de agosto de 2000.
O arcebispo Marin Barišić é vice-presidente da Conferência Episcopal Croata. Ele também é Presidente do Conselho de Educação Religiosa na Croácia e Presidente da Comissão para o Diálogo com a Igreja Ortodoxa Sérvia na Croácia e Sérvia. 